# Stenoma byssina
Stenoma byssina es una especie de polilla del género Stenoma, orden Lepidoptera.
Fue descrita científicamente por Zeller en 1855.

## Distribución
Se distribuye por Brasil (Amazonas), Venezuela, Guayana, Trinidad y Paraguay.